# Liste der Biografien/Smith, Q
Liste der Biografien |
Portal Biografien |
Q Personensuche
# |
A |
B |
C |
D |
E |
F |
G |
H |
I |
J |
K |
L |
M |
N |
O |
P |
Q |
R |
S |
T |
U |
V |
W |
X |
Y |
Z |
?
 
Sa |
Sb |
Sc |
Sd |
Se |
Sf |
Sg |
Sh |
Si |
Sj |
Sk |
Sl |
Sm |
Sn |
So |
Sp |
Sq |
Sr |
Ss |
St |
Su |
Sv |
Sw |
Sy |
Sz
 
Sma |
Smb |
Sme |
Smi |
Smj |
Smo |
Smr |
Smu |
Smy
 
Smia |
Smic |
Smid |
Smie |
Smig |
Smij |
Smik |
Smil |
Smir |
Smis |
Smit
 
Smita |
Smite |
Smith |
Smitk |
Smitr |
Smits |
Smitt
 
Smith, A |
Smith, B |
Smith, C |
Smith, D |
Smith, E |
Smith, F |
Smith, G |
Smith, H |
Smith, I |
Smith, J |
Smith, K |
Smith, L |
Smith, M |
Smith, N |
Smith, O |
Smith, P |
Smith, Q |
Smith, R |
Smith, S |
Smith, T |
Smith, U |
Smith, V |
Smith, W |
Smith, Y |
Smith, Z |
Smith? |
Smitha |
Smithe |
Smithi |
Smiths |
Smithw |
Smithy
Die Liste der Biografien führt alle Personen auf, die in der deutschsprachigen Wikipedia einen Artikel haben. Dieses ist eine Teilliste mit 2 Einträgen von Personen, deren Namen mit den Buchstaben „Smith, Q“ beginnt.

## Smith, Q

### Smith, Qu
- Smith, Queenie (1898–1978), US-amerikanische SchauspielerinQueenie Smith (1898–1978)

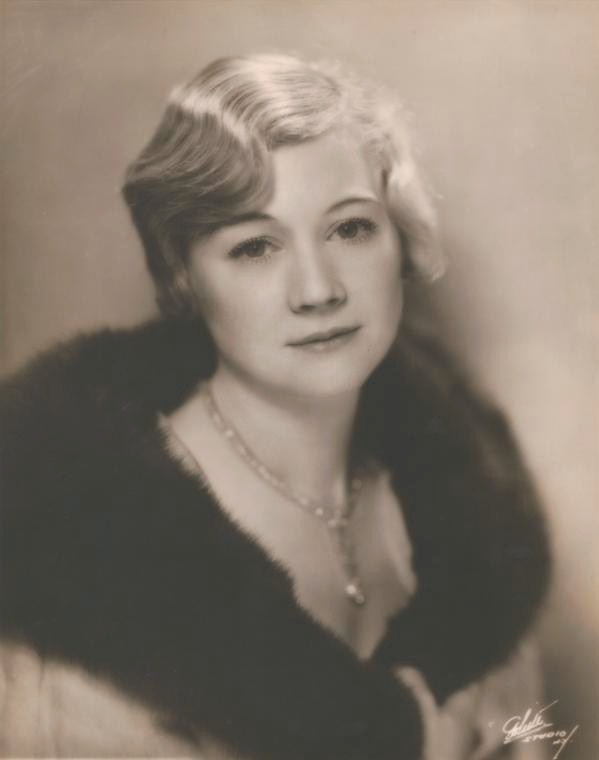
Queenie Smith (1898–1978)

- Smith, Quentin (1952–2020), US-amerikanischer Philosoph